# Bactrocera seguyi
Bactrocera seguyi är en tvåvingeart som först beskrevs av Erich Martin Hering 1939.  Bactrocera seguyi ingår i släktet Bactrocera och familjen borrflugor. Inga underarter finns listade.